# Arbutine
Arbutine is een chemische verbinding die in de natuur in een aantal planten voorkomt. Het komt onder meer voor in de bladeren van de berendruifplant, bosbessenplant en rond wintergroen. De bladeren van de berendruif bestaan voor ongeveer acht procent uit arbutine.
Arbutine is een polyfenol. Het is een glycoside en een acetaal van hydrochinon en β-D-glucose.

## Toepassingen
- In de cosmetica en dermatologie: voor depigmentatie van de huid (tegen verkleuring van de huid door melasma, levervlekken, sproeten en dergelijke).[1] Arbutine is een inhibitor van het enzym tyrosinase, dat de vorming van het huidpigment melanine bevordert. Arbutine is een alternatief voor hydrochinon, dat een irriterend effect kan hebben en dat mogelijk kankerverwekkend is.
- In de kruidengeneeskunde: om ontstekingen aan de urinewegen tegen te gaan. In het lichaam wordt arbutine gehydrolyseerd tot hydrochinon en glucose. Het hydrochinon dat wordt afgedreven, werkt desinfecterend in de urinewegen; maar enkel wanneer de urine alkalisch is, zoals bij een vegetarisch dieet. Hierbij blijkt ruw plantenextract doeltreffender te zijn dan zuiver arbutine, dat pas werkt als het in grote doses wordt ingenomen.[2]